# Ljus sporrslända
Ljus sporrslända (Centroptilum luteolum) är en dagsländeart som först beskrevs av Müller 1776.  Ljus sporrslända ingår i släktet Centroptilum, och familjen ådagsländor. Arten är reproducerande i Sverige.

## Bildgalleri

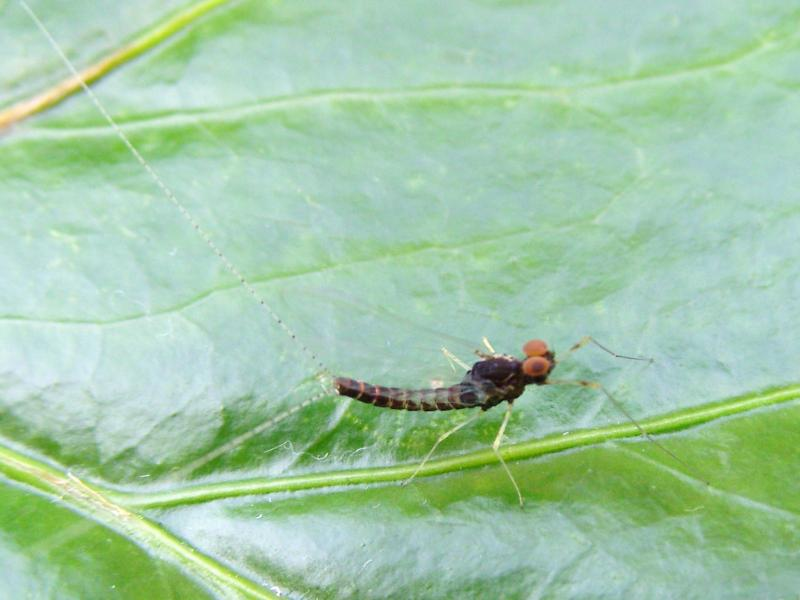